# Guvernul Australiei
Guvernul Australiei este guvernul Uniunii Australiei, o monarhie constituțională parlamentară și federală. Mai este cunoscut și ca guvernul australian, guvernul unit sau guvernul federal.